# Abraham Hesselink (beeldhouwer)
Abraham Hesselink (Paterswolde, 19 juli 1862 - Amsterdam, 18 oktober 1930) was een Nederlands beeldhouwer.

## Leven en werk
Abraham of Bram Hesselink werd geboren in Paterswolde als zoon van wijnkoper Jacob Hesselink (1826-1910) en Bregje Hesselink (1828- 1908). Hesselink tekende in Groningen bij het Kunstlievend Genootschap Pictura. Hij vervolgde zijn opleiding aan de Rijksacademie in Amsterdam, als leerling van August Allebé, en in Brussel bij Charles Van der Stappen en Jean-Joseph Jacquet. Hij woonde onder andere in Florence, Haarlem en ten slotte in Amsterdam, waar hij een atelier had aan de Plantage Franselaan 25 en in 1912 een villa met twee ateliers kon laten bouwen in de Teniersstraat, vlak bij het Stedelijk Museum en het Rijksmuseum die werk van hem hadden gekocht. Hij was lid en voorzitter van de kunstenaarsvereniging Sint Lucas en van Arti et Amicitiae.
Hij won een prijsvraag voor een monument ter nagedachtenis aan kunstschilder Jozef Israëls. Hij baseerde zijn ontwerp op Langs moeders graf, een van Israëls bekendste schilderijen. Het beeld werd in 1922 in de stad Groningen geplaatst. Het werd in de Tweede Wereldoorlog door NSB'ers beschadigd omdat Israëls jood was. Na de oorlog werd het hersteld door Willem Valk en in 1947 opnieuw onthuld.
Hesselink werd in december 1923 benoemd tot officier in de Orde van Oranje-Nassau. Hij overleed in 1930, op 68-jarige leeftijd, en werd begraven op begraafplaats Westerveld. Zijn monument voor de industrieel Jan Evert Scholten werd na zijn dood afgemaakt door zijn assistent J.W. van Tetterode en geplaatst in het Stadspark in Groningen.

## Werken (selectie)
- 1891 Titanenstrijd, sinds 1912 in de collectie van het Rijksmuseum Amsterdam
- 1893 buste van Allebé voor diens grafmonument op Zorgvlied.
- 1894 De Faam, geveltopversiering van het Stedelijk Museum, Amsterdam. De zinklegering was in 1936 zo geroest dat het beeld naar beneden kwam.
- 1901 buste van prins Hendrik, Amsterdam Museum. Een bronzen exemplaar werd door de officieren van de Amsterdamse Schutterij als huwelijkscadeau aan de prins en koningin gegeven. Het werd geplaatst in de werkkamer van de prins in Paleis Noordeinde.
- 1902 buste van Joseph Marie Theodoor Orelio (1854-1926), Stadsschouwburg Amsterdam
- 1905-1906 figuren van Rembrandt en Hals voor de uitbouw van het Rijksmuseumgebouw, Amsterdam
- 1907 gedenkplaat huishoudschool, Gabriël Metsustraat Amsterdam
- 1913 Mercurius en De Vastberadenheid voor het Vredespaleis, Den Haag
- 1913 plaquette met portretten van de drie broers Van Wulfften Palthe, Almelo
- 1918-1920 beelden Waakzaamheid en Oplettendheid, stadhuis van Rotterdam
- 1920 beeld Jacob van Campen in nis Stedelijk Museum Amsterdam
- 1926 watersnood-plaquette. Door Arti et Amicitiae aangeboden aan koningin Wilhelmina en prins Hendrik t.g.v. hun zilveren huwelijksjubileum en ter herinnering aan hun hulp bij de watersnood.
- 1931 Monument Jan Evert Scholten, Stadspark, Groningen

## Foto's

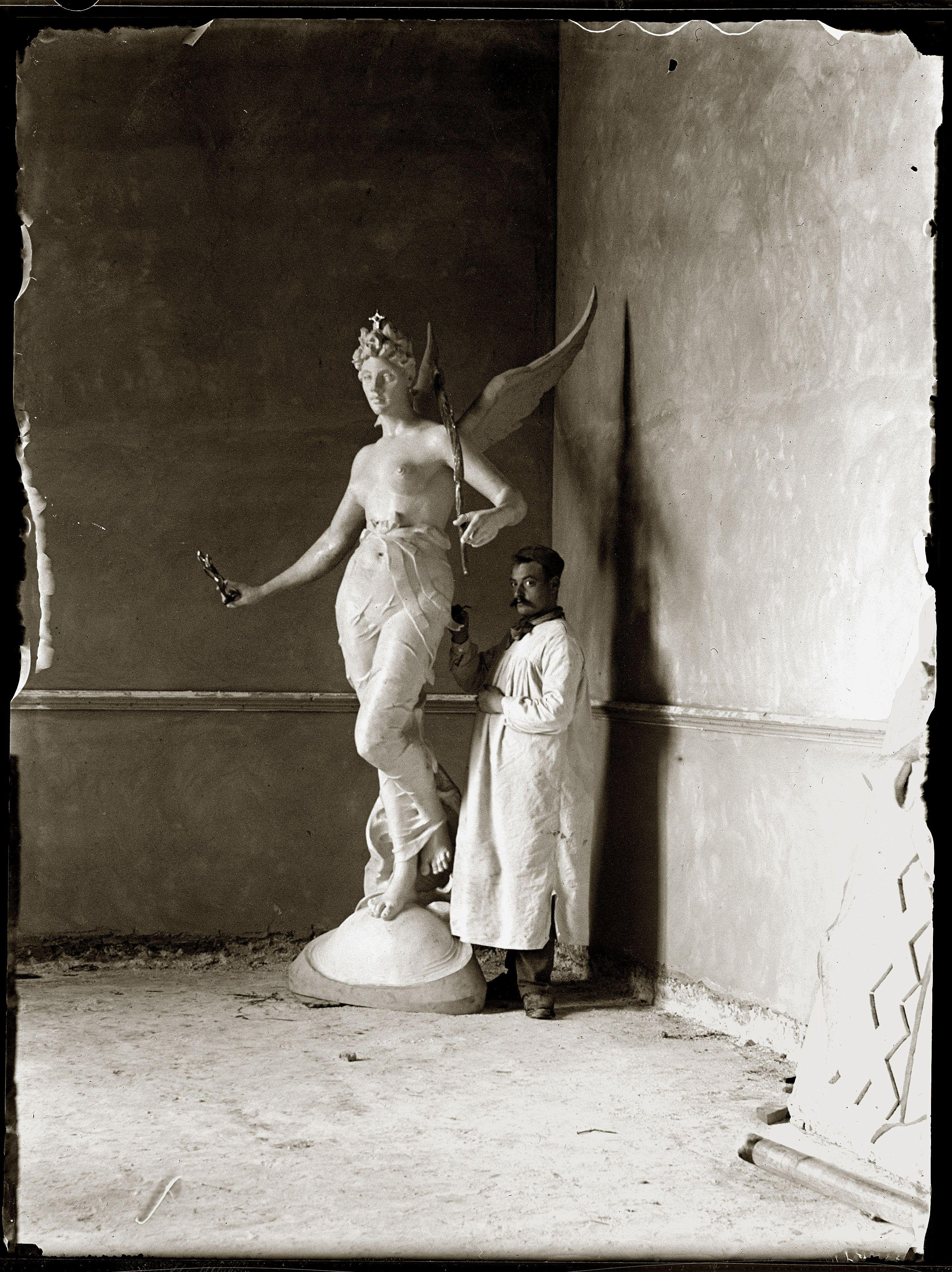
Hesselink met 'De Faam', zijn beeld voor de top van het Museum Suasso. Foto uit 1894 van Jacob Olie.
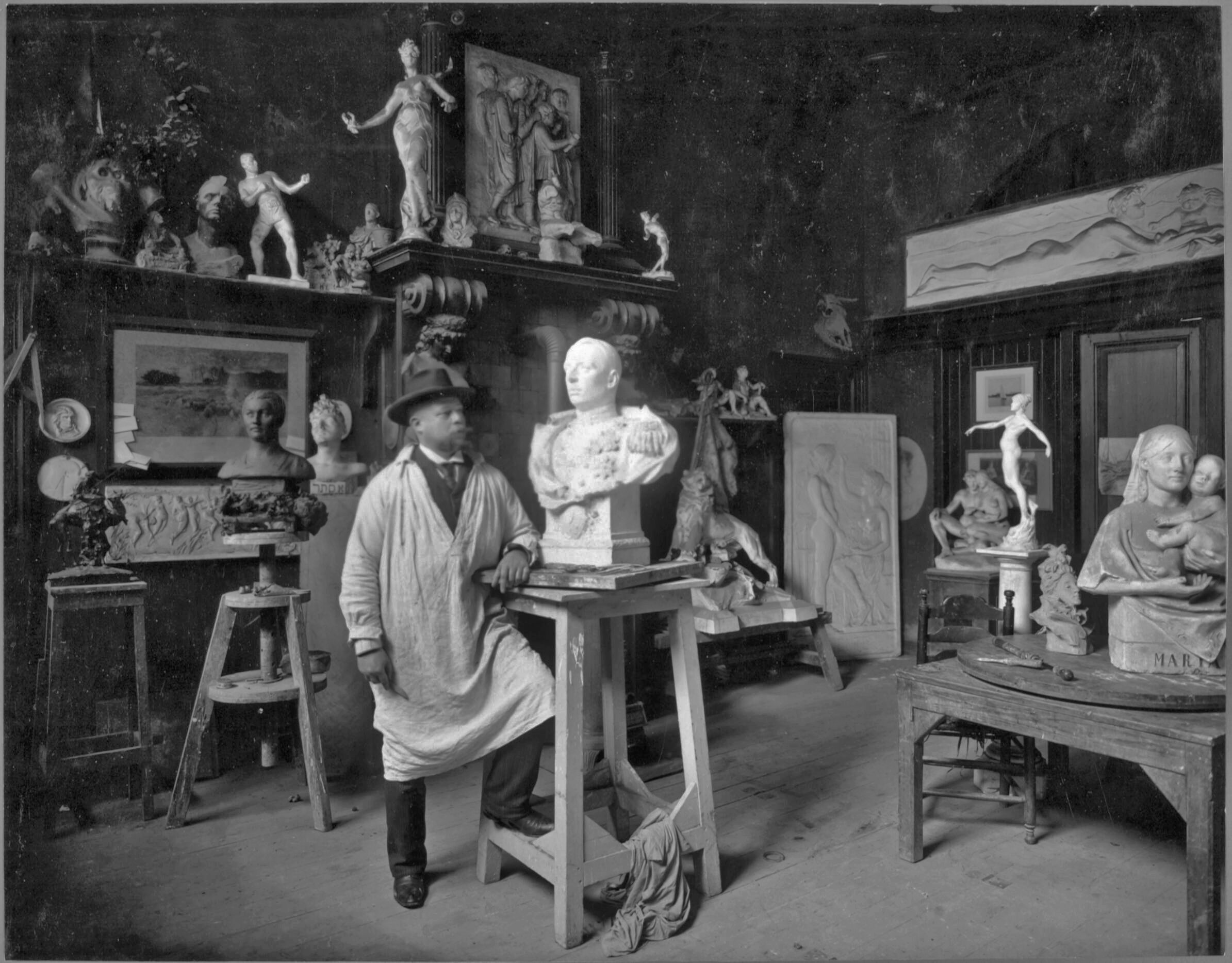
Hesselink in zijn atelier (1903), foto van Sigmund Löw.

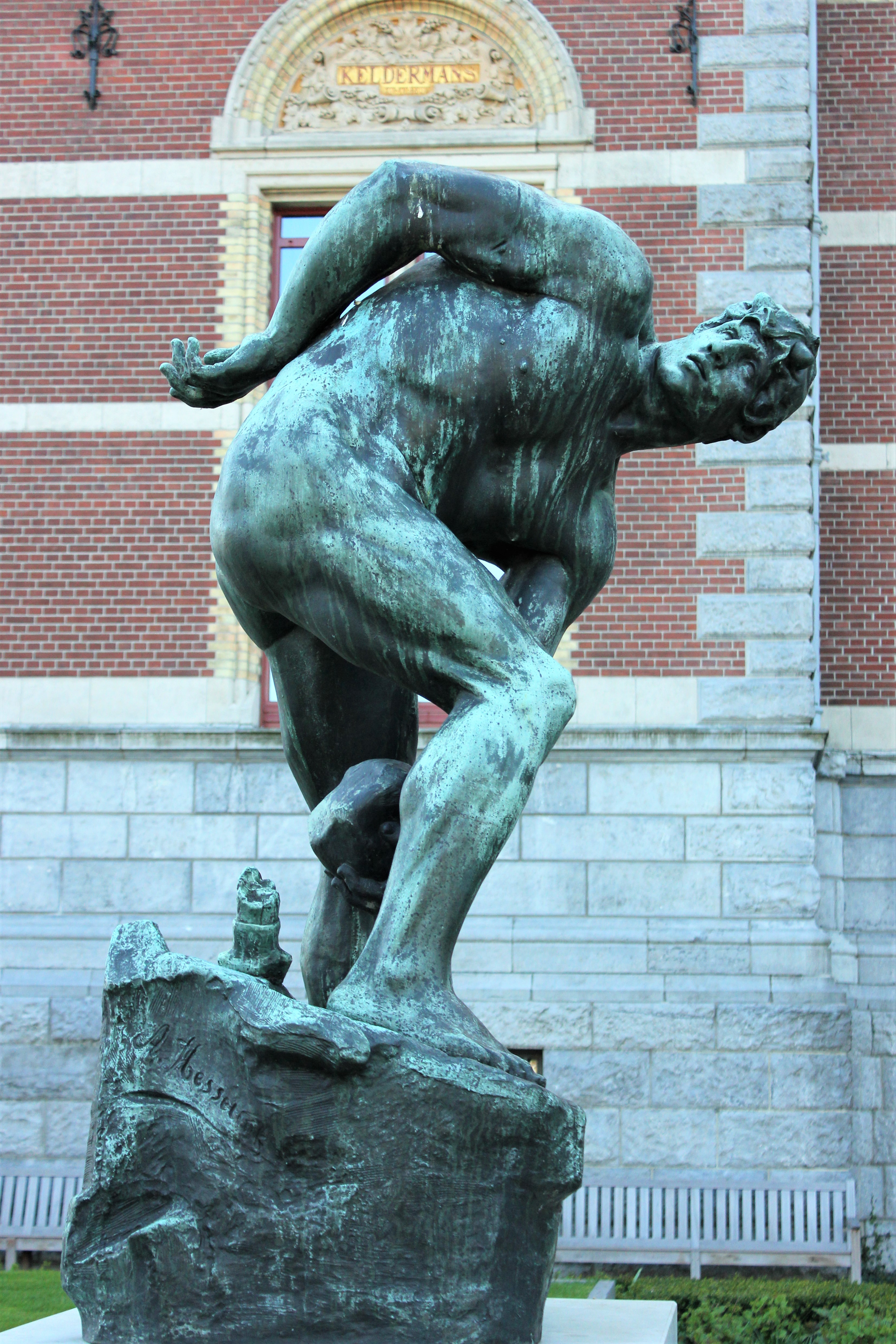
Titanenstrijd (1891), tuin Rijksmuseum, Amsterdam
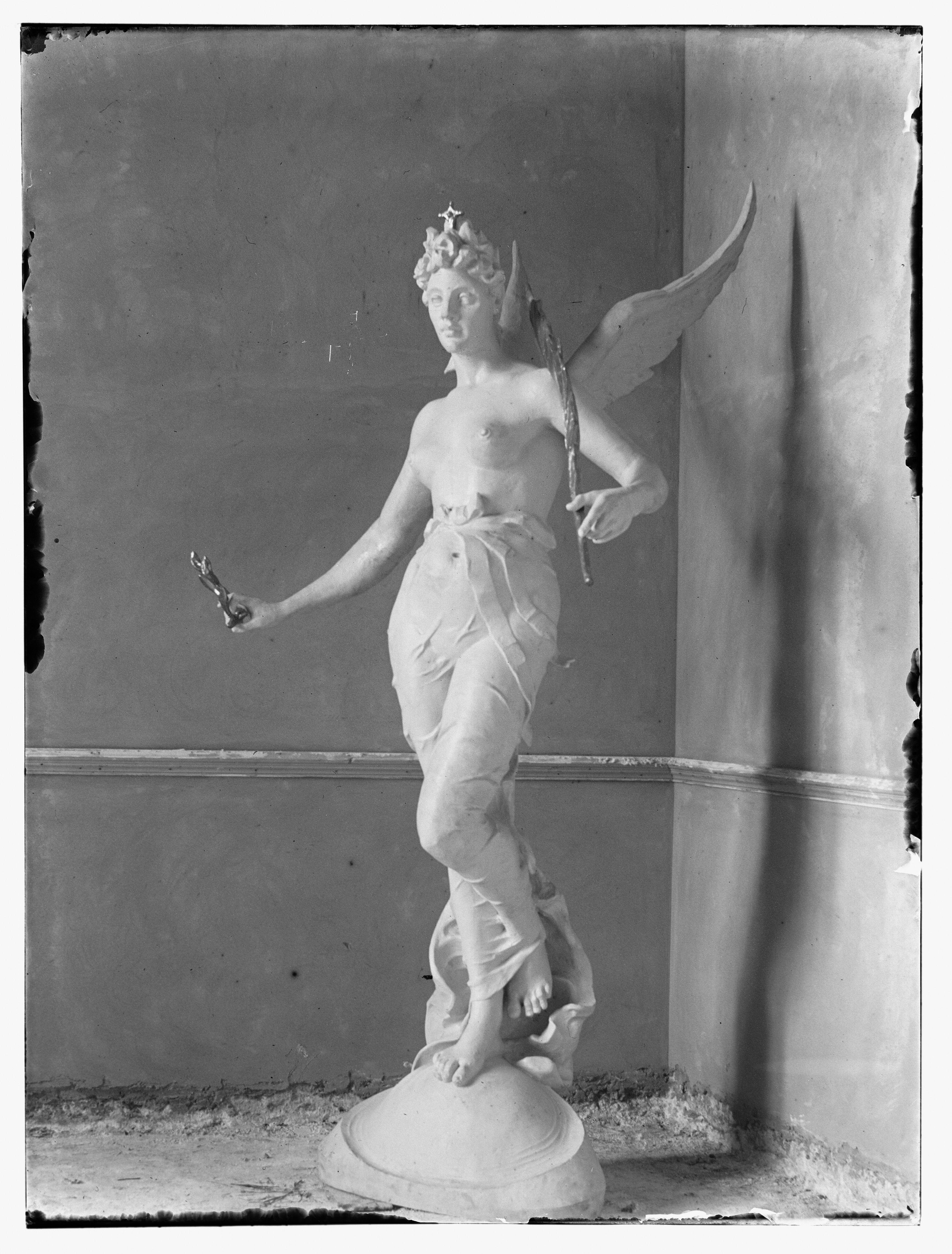
De Faam (1894), Stedelijk Museum, Amsterdam
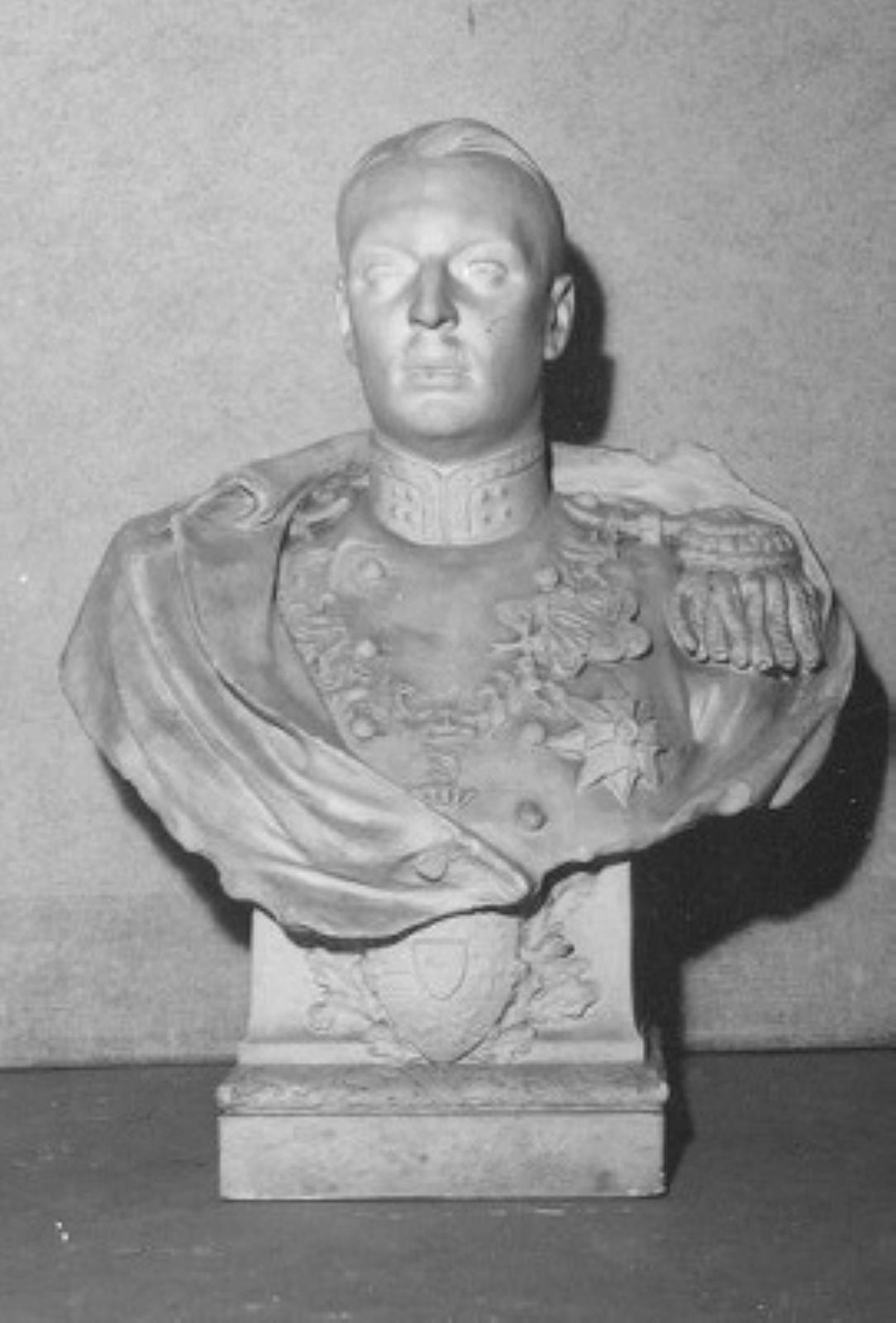
Gipsen buste prins Hendrik (1901), Amsterdam Museum
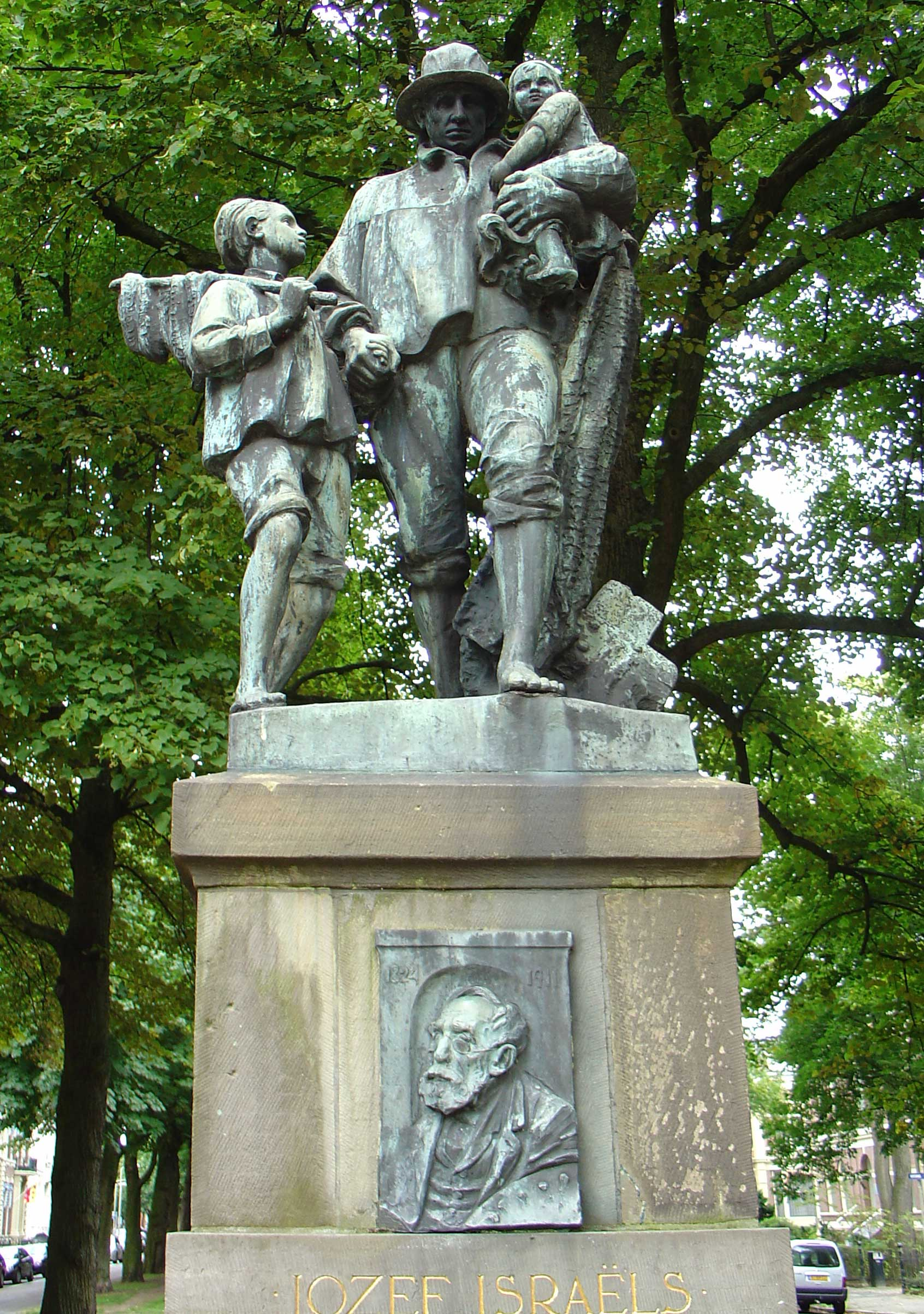
Monument Jozef Israëls (1922), Groningen
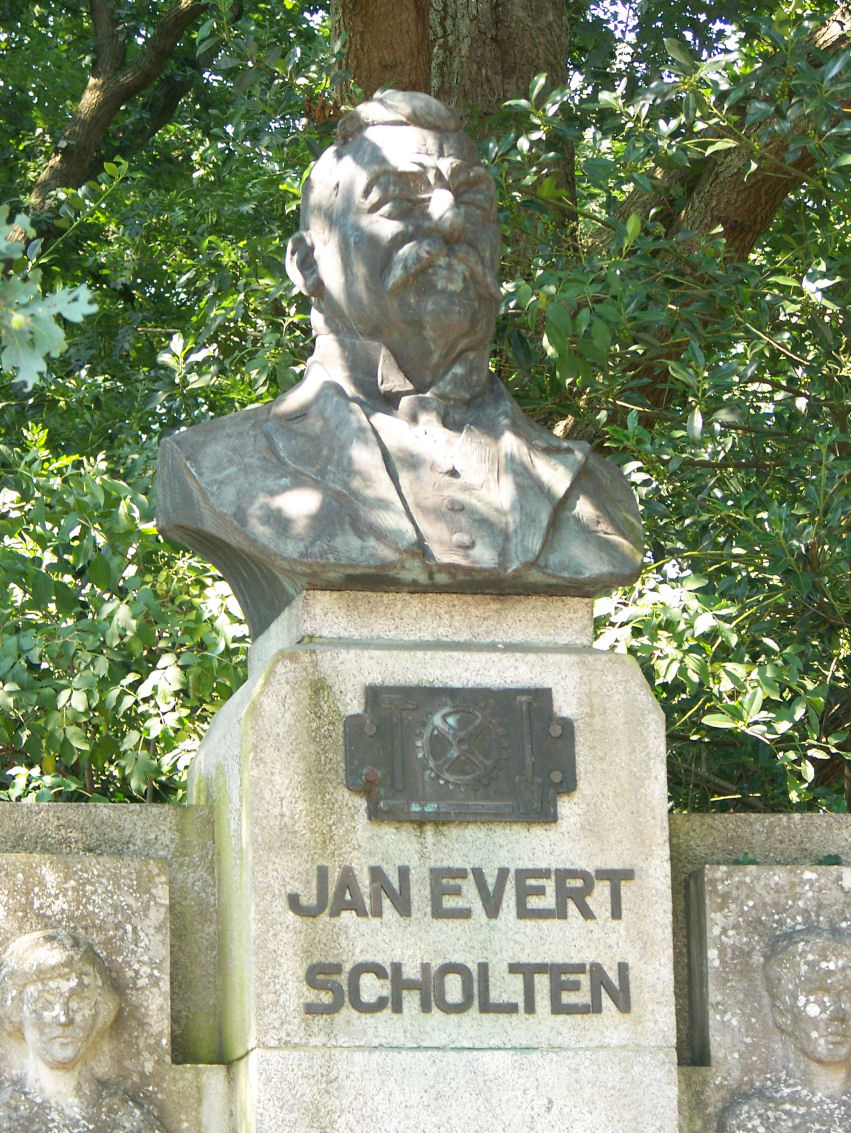
Monument Jan Evert Scholten (1931), Groningen

- Biografisch Portaal: 40603588
- RKD-Nederlands Instituut voor Kunstgeschiedenis: 38059
- Union List of Artist Names: 500657899